# Port lotniczy Launceston
Port lotniczy Launceston (IATA: LST, ICAO: YMLT) – regionalny port lotniczy położony 15 km od centrum Launceston, w stanie Tasmania, w Australii. Drugi co do wielkości port lotniczy Tasmanii (rocznie obsługuje ponad milion pasażerów). Oprócz Launceston obsługuje mieszkańców innych miast północnej części wyspy: Devonport, Ulverstone i Burnie.

## Linie lotnicze i połączenia
- Australian air Express (Hobart, Melbourne)
- Jetstar Airways (Brisbane, Melbourne, Sydney)
- Qantas obsługiwane przez QantasLink (Melbourne)
- Sharp Airlines (Wyspa Flindersa)
- Virgin Blue (Melbourne, Sydney)